# José Fernando da Baviera
José Fernando da Baviera (Viena, 28 de outubro de 1692 – Bruxelas, 6 de fevereiro de 1699) foi príncipe-eleitor da Baviera, e herdeiro da coroa espanhola, posição ratificada no Tratado de Haia. Filho de Maximiliano II Emanuel, Eleitor da Baviera e de sua primeira esposa, a arquiduquesa Maria Antônia da Áustria, era bisneto do rei Filipe IV da Espanha. 
Sua morte precoce fez com que eclodisse a Guerra da Sucessão Espanhola, posteriormente.

## Família
Nascido em Viena em 28 de outubro de 1692, era filho do duque Maximiliano II Emanuel, Eleitor da Baviera, e da arquiduquesa Maria Antónia da Áustria, filha do imperador Leopoldo I do Sacro Império Romano-Germânico e a imperatriz Margarida Teresa. Ele era, portanto, bisneto de Filipe IV de Espanha e sobrinho de Carlos II de Espanha. 
Sua mãe morreu logo após seu nascimento e ele foi deixado sob a responsabilidade de seu avô, o imperador Leopoldo, como seu pai estava em Bruxelas, onde ele serviu como governador dos Países Baixos Espanhóis a partir de março de 1692. Em 2 de maio de 1693 José Fernando, acompanhado pela antiga família de sua mãe, deixou Viena e partiu para Munique, onde chegou no dia 2 de junho de 1693.

## Herdeiro de Carlos II
A mãe de Carlos II de Espanha, a rainha Maria Ana de Áustria, apoiou a candidatura de Maximiliano II Emanuel, Eleitor da Baviera, marido de sua neta Maria Antônia da Áustria, e depois de José Fernando (descendente do primeiro rei Habsburgo na Espanha, Filipe I de Castela. A reivindicação bávara encontrou muita aceitação entre os nobres insatisfeitos com a alemã Maria Ana de Neuburgo, segunda esposa de Carlos II. Em seu leito de morte, o Imperador Leopoldo I havia obrigado sua filha, Maria Antônia (a mãe de José Fernando) a renunciar a seus direitos de herança para limitar os poderes do recém-nascido.

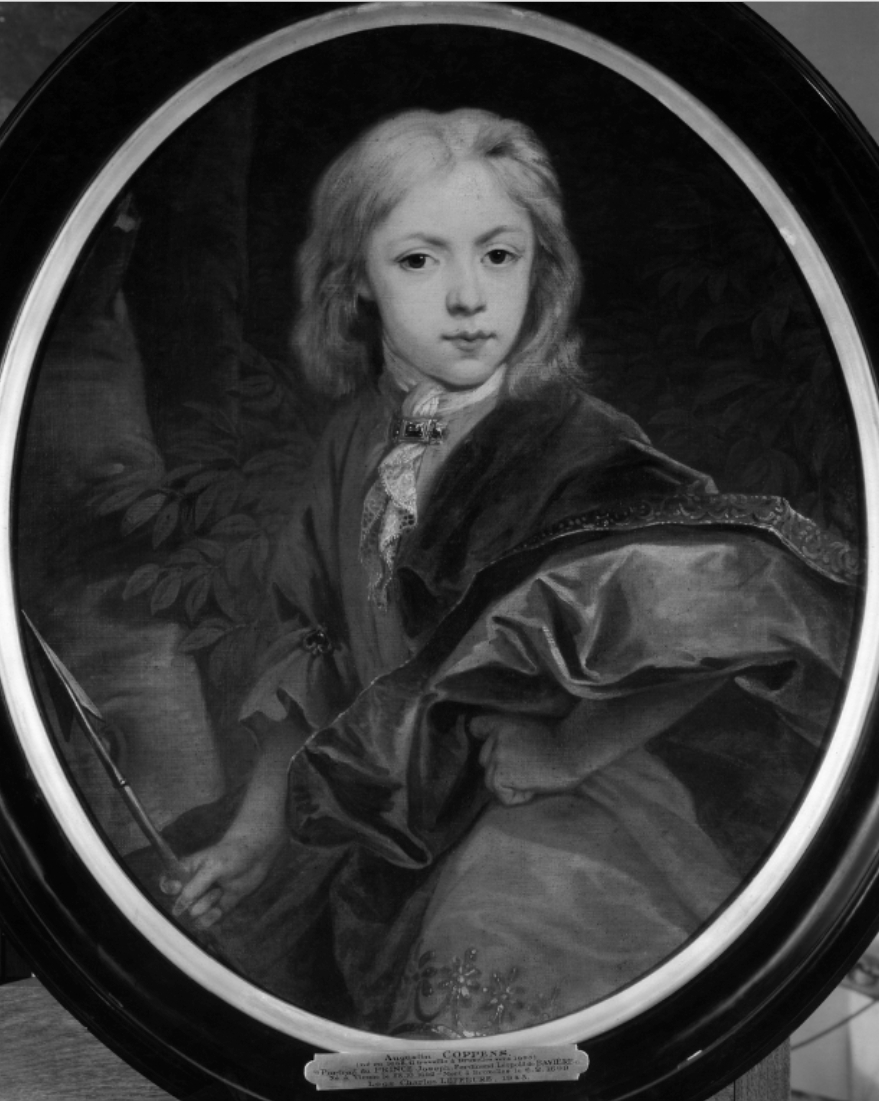
Retrato do príncipe José Fernando da Baviera, 1695.

A partir destes fatos começou uma guerra entre as duas Marianas, a Rainha Mãe e a Consorte. O período entre 1693 e 1696 (o ano da morte da Rainha Mãe) foram anos de constante tensão política e intriga política. A camarilha alemã formada em torno da rainha consorte ganhou o ódio da nobreza. De acordo com rumores circulados pela corte, havia um complô que pretendia trancar a rainha consorte e trazer o príncipe José Fernando para Madrid, para ser colocado no trono sob a regência da rainha mãe e de seus principais apoiantes.
Maria Ana de Áustria morreu em 16 de maio de 1696. Seu triunfo foi uma assinatura postumamente assinada em que seu filho, Carlos II de Espanha, decretou em setembro de 1696 seu sobrinho José Fernando da Baviera, o herdeiro da monarquia espanhola. No Conselho de Estado de 13 de junho de 1696, uma posição intermediária entre os franceses e os candidatos imperiais para a sucessão, em que José Fernando foi apresentado como o candidato mais adequado para a sucessão. No final, Carlos escreveu um testamento em que declarou o Príncipe Eleitoral como seu sucessor.
Em setembro desse ano Carlos II teve uma recaída severa assim que o conselho de estado resolveu forçar o rei assinar a vontade em junho. O rei teve uma recaída em 9 de outubro. Naquela reunião, o partido bávaro fez avançar a vontade e o Cardeal Portocarrero obrigou o rei Carlos II a assinar o testamento em favor do príncipe eleitoral da Baviera: só o almirante de Castela, o condestável e três membros apoiaram o arquiduque Carlos.
Durante a minoria de José Fernando, a regência instituída pela vontade nomeou um conselho de administração que apoiou Maria Ana da Áustria durante a minoria de Carlos II, encabeçada pelo Cardeal Portocarrero, o regente-governador que teria poderes muito amplos.
A teimosa defesa da nomeação pelo pró-Bávaro Cardeal Portocarrero, tornou-se uma política chave dos últimos anos do reinado de Carlos II. O Cardeal impediu Carlos II de sucumbir à influência de sua esposa e, possivelmente, convocar um Parlamento para modificar o testamento.

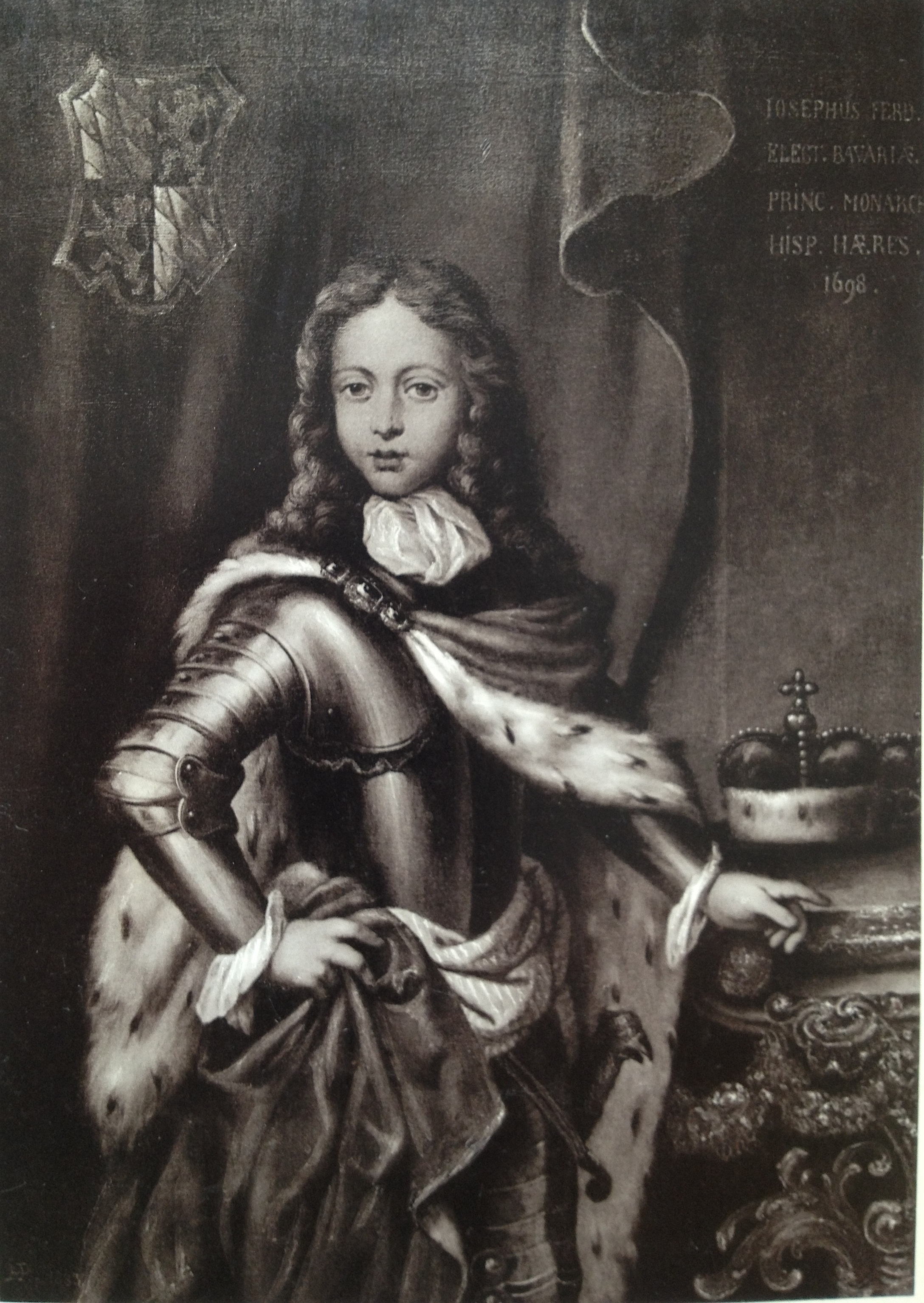
José Fernando da Baviera, 1698

No início de 1698, Portocarrero apresentou ao rei um novo relatório do Conselho de Estado em favor da sucessão bávara. O monarca queria consultar o Papa Inocêncio XII, que também era supostamente pró-bávaro. Foi em tais circunstâncias que o Rei reafirmou seu Testamento:
Declaro meu sucessor legítimo em todos os meus reinos, estados e domínios, o príncipe eleitoral José Fernando da Baviera, único filho da arquiduquesa Maria Antônia, única filha sobrevivente da imperatriz Margarida Teresa, minha irmã, Que se casou com o Imperador, meu tio, primeiro da linha de sucessão de todos os meus reinos, por vontade do rei, senhor e pai, conforme alegado pelas leis desses reinos, como se disse; A exclusão de Maria Teresa, Rainha da França, minha meia-irmã, pelo que o referido Príncipe Eleitoral José Fernando como único herdeiro deste direito, um homem mais próximo de mim na linha mais imediata e direta, é o meu sucessor legítimo em todos eles.
Maria Ana de Neuburgo reagiu contra o Testamento tendo a Catalunha tomado, e as tropas alemãs foram enviadas para Toledo e Madrid, enquanto seu primo, Jorge III, Conde de Hesse-Itter se preparou para deixar Barcelona com suas tropas. O embaixador de França em Madrid, Henrique, Duque de Harcourt, reuniu-se com 6 mil soldados que chegaram a Madrid prontos a intervir.
Maximiliano Emanuel da Baviera mandou que seu filho viesse a Bruxelas com a intenção de que os Estados da Flandres juram a morte de Carlos II de Espanha. José Fernando chegou à capital flamenga em 23 de maio de 1698. Enquanto isso, Luís XIV de França concordou em Haia com as potências marítimas na distribuição das terras da Coroa espanhola com a morte de Carlos II: o tratado foi assinado com a Inglaterra em 8 de setembro e o de Províncias Unidas em 11 de outubro. Ele previa que os reinos peninsulares, com exceção de Guipúzcoa, mais as Índias iriam para José Fernando, o Arquiduque Carlos receberia o Milanês, enquanto Luís, Grande Delfim da França permaneceria na posse do Reinos de Nápoles e Sicília, bem como o Estado dos Presídios e a Ligúria.

## Morte
José Fernando morreu em 6 de fevereiro de 1699 aos seis anos de idade, deixando a sucessão espanhola incerto novamente. Sua morte foi repentina, José Fernando sendo agarrado com convulsões, vômitos e prolongada perda de consciência. Ele foi rumorado para ter sido envenenado, mas nada foi provado. Está enterrado em Bruxelas. Com ele terminou a linha do casamento de Felipe IV de Espanha e sua segunda esposa e sobrinha Maria Ana de Áustria.

## Nota
- Este artigo foi inicialmente traduzido do artigo da Wikipédia em inglês, cujo título é «Joseph Ferdinand of Bavaria (1692-1699)», especificamente desta versão.